# Vogelheimer Klinge
Die Vogelheimer Klinge, ein auf etwa 280.000 Jahre datiertes Werkzeug, wurde 1926 beim Bau des Rhein-Herne-Kanals, bzw. eines Hafens, in Vogelheim, im Norden der Stadt Essen entdeckt. Die Klinge besteht aus Feuerstein und ist 8,3 cm lang. In älteren Publikationen wurde sie auch Klingenschaber von Vogelheim genannt. Sie galt lange als ältestes sicher datiertes Artefakt in Nordrhein-Westfalen. Als älter gilt inzwischen der Faustkeil von Salzuflen, dem eine Entstehungszeit vor 300.000 bis 350.000 Jahren zugeschrieben wird.
Die Klinge befand sich im Löss unterhalb der Grundmoräne der Saale-Vereisung in der Nähe eines ehemaligen Bachlaufes; die Vereisung des Essener Gebietes fand vor etwa 250.000 Jahren statt, somit musste das Werkzeug älter sein. In den Berichten von Ernst Christian Justus Kahrs (1876–1948), dem ersten, von 1914 bis 1945 amtierenden Direktor des Ruhrlandmuseums, finden sich Hinweise auf Knochenreste und verbranntes Material, die jedoch kaum beachtet wurden. Sie deuten auf ein Lager hin, in dem eine Gruppe von frühen Neandertalern ihre Beute zerlegte.

## Aufbewahrungsort
Die Klinge und befindet sich im Ruhr Museum, dem früheren Ruhrlandmuseum.